# Eckhard Stromer
Eckhard M. Stromer (* 24. Dezember 1972 in Chicago, USA) ist ein US-amerikanischer Jazzmusiker (Schlagzeug, Perkussion) und Musikpädagoge.

## Leben und Wirken
Stromer begann im Alter von sieben Jahren mit dem Schlagzeugspiel und sammelte früh Erfahrungen in Schulorchestern, Bigbands, Blasorchestern und Rockbands. Mit 15 Jahren erhielt er Unterricht bei Reiner Oliva in Göppingen und wandte sich verstärkt dem Jazz zu. Noch während seiner Schulzeit gründete er die Lumberjack Big Band Göppingen und leitete sie anfangs vom Schlagzeug aus.
Von 1992 bis 1995 studierte er am Hermann-Zilcher-Konservatorium Würzburg klassisches Orchesterschlagzeug (Orchestermusiker und Staatl. Geprüfter Musiklehrer) bei Bernd Kremling sowie Jazzschlagzeug bei Bill Elgart. 1996 erhielt er das Diplom der Hochschule für Musik Würzburg.
Ein darauffolgendes künstlerisches Aufbaustudium im Fach klassisches Schlagzeug bei Klaus Treßelt und Jazz & Pop bei Manfred Kniel führte ihn schließlich an die Staatliche Hochschule für Musik und Darstellende Kunst Stuttgart. Von 1993 bis 1997 war Stromer Mitglied des Jugendjazzorchesters Baden-Württemberg unter Leitung von Bernd Konrad, von 1995 bis 1997 Mitglied des Bundesjazzorchesters unter der Leitung von Peter Herbolzheimer.
1997 wurde er Principal Drummer/1. Perc. am Palladium Theater Stuttgart für Disneys „Die Schöne und das Biest“ sowie 1999 bei der Welturaufführung von Disneys „Der Glöckner von Notre Dame“ im Theater am Potsdamer Platz in Berlin. Er erhielt einen Kompositionsauftrag des Landesblasorchesters Baden-Württemberg für Schlagwerk-Ensemble zum World Music Contest 2017 in Kerkrade.
Stromer arbeitete mit Musikern wie Dirk Blümlein, Gee Hye Lee, Rainer Tempel, Lilly Thornton, Christian Meyers, Cécile Verny, Nils Gessinger, Wolfgang Schmid, Peter Weniger, Martin Schrack, Paquito D’Rivera, Eric Bazilian, Jon Lord, Alex Sipiagin, Andreas Kissenbeck, Pur, Daniel Schnyder, Randy Brecker, Roger Cicero, Joo Kraus, Steve Hackett, Bernd Ruf sowie mit Sinfonieorchestern wie dem Radio-Sinfonieorchester Stuttgart des SWR, dem SWR Rundfunkorchester Kaiserslautern, dem German Pops Orchestra, der Staatskapelle Halle, dem Staatsorchester Stuttgart und den Stuttgarter Philharmonikern zusammen.
Seit 2000 unterrichtete Stromer als Lehrbeauftragter für Jazz & Pop Drums an der Staatlichen Hochschule für Musik und Darstellende Kunst Stuttgart (HMDK Stuttgart), seit 2011 als festangestellter Dozent für Jazz & Pop Drums, Ensemble und Jazz-Rhythmik.
Stromer ist darüber hinaus Juror bei Wettbewerben und gibt Workshops/Master Classes u. a. beim Stuttgarter Jazz Workshop, Jazz Workshop Musikakademie Kürnbach, der Internationalen Musikakademie Schloss Kapfenburg oder der Landeslehrerfortbildung des VdM.
Er lebt in Stuttgart.

## Auszeichnungen
Stromer erhielt Preise und Auszeichnungen u. a. bei „Jugend jazzt“, dem „International Drummers Meeting 1994“, dem „Deutschen Konservatoriumswettbewerb 1995“, der „International European Jazz Competition“ der Leverkusener Jazztage 1997, den Mercedes-Benz Förderpreis für Jazz- und Popularmusik 1997 sowie mit der Einspielung Karawane von Adriana Hölszky & dem Percussion Ensemble Stuttgart einen Eintrag auf der ersten Quartalsliste des „Preises der deutschen Schallplattenkritik“ 2006 sowie mit Paquito d´Rivera – The Clarinetist Vol. 1 eine Grammy-Nominierung 2001.

## Diskografische Hinweise
- Nils Gessinger Burning (Indys 2006, u. a. mit Peter Weniger, Nils Gessinger, Jürgen Attig, Pablo Escayola)
- Meyers Nachtcafé Here and There (Phonector 2010, Christian Meyers, Martin Johnson, Rüdiger Nass, Alex Uhl)
- Gee Hye Lee Password: ilovejazz (Fenn Music 2015, mit Uli Röser, Hansmartin Eberhardt, Frank Kuruc, Wolfgang Schmid)
- Dirk Blümlein Terzett Auf allen sieben Meeren (Rodenstein 2018, mit Andreas Francke)
- Axel Kühn Trio Time to Rethink (SWR/moveo 2021, mit Ull Möck)[9]
- Axel Kühn Trio Lonely Poet (moveo 2022, mit Sebastian Studnitzky)[10]
- Laura Sunset Balcony (GLM 2023, mit William Lecomte, Jens Loh sowie Carles Denia, Jakob Bänsch, Éric Séva, Christoph Neuhaus, Isabelle Bodenseh)[11]